# 토니 크레이그
토니 앤드루 크레이그(영어: Tony Andrew Craig, 1985년 4월 20일 ~ )는 잉글랜드의 축구 선수이다. 포지션은 센터백이며, 현재 소속팀은 크롤리 타운 FC이다.